# Ančka Goropenko
Angelina »Ančka« Goropenko Keržan Majdič, slovenska telovadka, * 29. oktober 1914, Ljubljana, † julij 2005.
Ančka Goropenko je za Kraljevino Jugoslavijo nastopila na Poletnih olimpijskih igrah 1936 v Berlinu, kjer je ekipno osvojila četrto mesto.